# Bengze Cuo
Bengze Cuo (kinesiska: 崩则错) är en sjö i Kina. Den ligger i den autonoma regionen Tibet, i den sydvästra delen av landet, omkring 360 kilometer nordväst om regionhuvudstaden Lhasa. Trakten runt Bengze Cuo består i huvudsak av gräsmarker.
Genomsnittlig årsnederbörd är 361 millimeter. Den regnigaste månaden är juli, med i genomsnitt 109 mm nederbörd, och den torraste är november, med 2 mm nederbörd.